# Tzi Ma
Tzi Ma (馬泰T, 马泰S, Mǎ TàiP; Hong Kong, 23 febbraio 1952) è un attore cinese naturalizzato statunitense.

## Biografia
Nato ad Hong Kong il 23 febbraio 1952, è cresciuto negli Stati Uniti ed è il primo di otto figli; dal 1994 è sposato con l'attrice cinese Christina Ma; parla correttamente tre lingue: cinese standard, cinese cantonese ed inglese. È apparso in molti ruoli di supporto in tantissime pellicole tra le quali Casa, dolce casa? (1986), RoboCop 2 (1990), Drago d'acciaio (1992), Golden Gate (1994), Reazione a catena (1996), Dante's Peak - La furia della montagna (1997), L'angolo rosso - Colpevole fino a prova contraria (1997), Rush Hour - Due mine vaganti (1998), The Quiet American (2002), Ladykillers (2004).
Nel 2005 è protagonista nel film indipendente Red Doors (2005), poi continua la sua carriera cinematografica in molte altre pellicole sempre in ruoli di comprimario, come Una parola per un sogno (2006), Rush Hour - Missione Parigi (2007), Battle in Seattle - Nessuno li può fermare (2007), Management - Un amore in fuga (2008), Candidato a sorpresa (2012).
Parallelamente alla carriera cinematografica ha recitato anche per la televisione in molte serie TV famose come: MacGyver, Renegade, Law & Order - I due volti della giustizia, E.R. - Medici in prima linea, Boomtown, Chicago Hope, The Unit, Star Trek: The Next Generation, L.A. Law - Avvocati a Los Angeles, NYPD - New York Police Department, Millennium, Fringe, Cold Case - Delitti irrisolti, NCIS: Los Angeles, Hawaii Five-0, Lie to Me, I Robinson, Grey's Anatomy e 24.

## Filmografia parziale

### Attore

#### Cinema

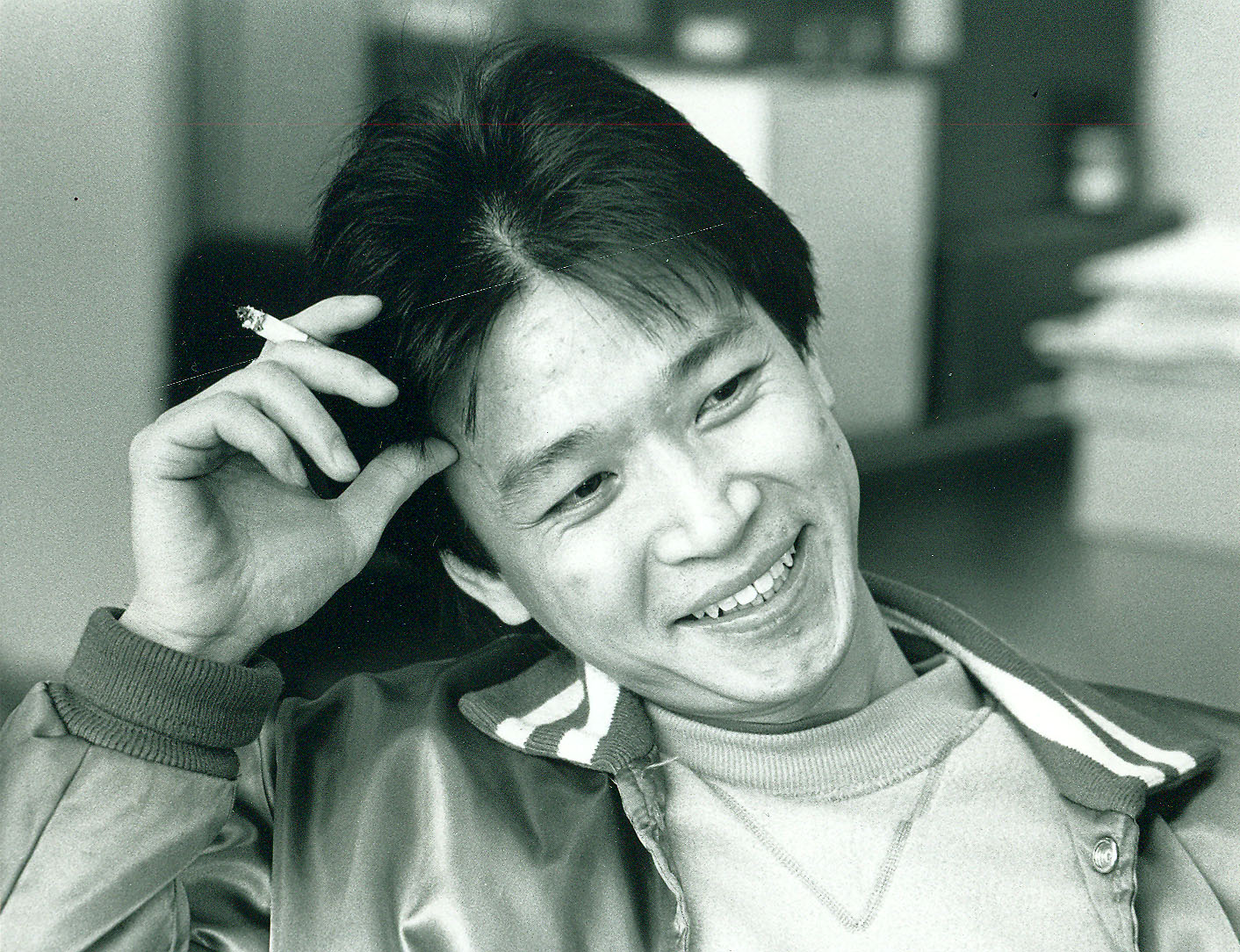
Tzi Ma alla fine degli anni settanta

- Cocaine Cowboys, regia di Ulli Lommel (1979)
- Casa, dolce casa? (The Money Pit), regia di Richard Benjamin (1986)
- RoboCop 2, regia di Irvin Kershner (1990)
- Drago d'acciaio (Rapid Fire), regia di Dwight H. Little (1992)
- Golden Gate, regia di John Madden (1994)
- Reazione a catena (Chain Reaction), regia di Andrew Davis (1996)
- Dante's Peak - La furia della montagna (Dante's Peak), regia di Roger Donaldson (1997)
- L'angolo rosso - Colpevole fino a prova contraria (Red Corner), regia di Jon Avnet (1997)
- Rush Hour - Due mine vaganti (Rush Hour), regia di Brett Ratner (1998)
- The Quiet American, regia di Phillip Noyce (2002)
- Ladykillers (The Ladykillers), regia di Ethan Coen e Joel Coen (2004)
- Red Doors, regia di Georgia Lee (2005)
- Una parola per un sogno (Akeelah and the Bee), regia di Doug Atchison (2006)
- Baby, regia di Juwan Chung (2007)
- Rush Hour - Missione Parigi (Rush Hour 3), regia di Brett Ratner (2007)
- Battle in Seattle - Nessuno li può fermare (Battle in Seattle), regia di Stuart Townsend (2007)
- All God's Children Can Dance, regia di Robert Logevall (2008)
- Management - Un amore in fuga, regia di Stephen Belber (2008)
- The Sensei, regia di Diana Lee Inosanto (2008)
- Formosa Betrayed, regia di Adam Kane (2009)
- Candidato a sorpresa (The Campaign), regia di Jay Roach (2012)
- #1 Serial Killer, regia di Stanley Yung (2013)
- Million Dollar Arm, regia di Craig Gillespie (2014)
- A Good Man, regia di Keoni Waxman (2014)
- Baby Steps, regia di Barney Cheng (2015)
- Diablo, regia di Lawrence Roeck (2015)
- Pali Road, regia di Jonathan Lim (2015)
- Arrival, regia di Denis Villeneuve (2016)
- The Jade Pendant, regia di Po-Chih Leong (2017)
- Skyscraper, regia di Rawson Marshall Thurber (2018)
- The Farewell - Una bugia buona (The Farewell), regia di Lulu Wang (2019)
- Mulan, regia di Niki Caro (2020)
- Detective in erba (The Kid Detective), regia di Evan Morgan (2020)
- A Shot Through the Wall, regia di Aimee Long (2021)
- Believer 2, regia di Baek Jong-yeol (2023)
- Cinque appuntamenti al buio (Five Blind Dates), regia di Shawn Seet (2024)

#### Televisione
- I Robinson (The Cosby Show) - serie TV, episodio 1x13 (1984)
- Un giustiziere a New York (The Equalizer) – serie TV, episodio 1x02 (1985)
- L.A. Law - Avvocati a Los Angeles (L.A. Law) – serie TV, episodio 3x09 (1989)
- MacGyver - serie TV, episodio 5x07 (1989)
- Star Trek: The Next Generation - serie TV, episodio 2x17 (1989)
- Notti proibite (Forbidden Nights), regia di Waris Hussein – film TV (1990)
- Segni particolari: genio (Head of the Class) – serie TV, episodio 5x11 (1990)
- Voci nella notte (Midnight Caller) – serie TV, episodio 3x02 (1990)
- Yellowthread Street – serie TV, 6 episodi (1990)
- Street Justice – serie TV, episodio 2x15 (1993)
- Le avventure di Brisco County Jr. - serie TV, 1 episodio (1994)
- NYPD - New York Police Department (NYPD Blue) – serie TV, 3 episodi (1994-2001)
- Nash Bridges – serie TV, 3 episodi (1996-2000)
- JAG - Avvocati in divisa (JAG) – serie TV, 2 episodi (1996-2005)
- Millennium - serie TV, 2 episodi (1998-1999)
- Più forte ragazzi (Martial Law) - serie TV, 5 episodi (1998-1999)
- City of Angels – serie TV, 4 episodi (2000)
- Chicago Hope – serie TV, 1 episodio (2000)
- Jarod il camaleonte (The Pretender) – serie TV, episodi 4x14 (2000)
- Walker Texas Ranger – serie TV, episodio 8x20 (2000)
- Gideon's Crossing – serie TV, 2 episodi (2001)
- Boomtown – serie TV, episodio 1x09 (2002)
- E.R. - Medici in prima linea (ER) – serie TV, episodi 9x07 (2002)
- Law & Order - I due volti della giustizia (Law & Order) – serie TV, episodio 13x09 (2002)
- The Bernie Mac Show - serie TV, 1 episodio (2002)
- The Practice - Professione avvocati (The Practice) – serie TV, episodio 8x10 (2003)
- Jake 2.0 – serie TV, episodio 1x16 (2004)
- Hawaii – serie TV, 1 episodio (2004)
- 24 – serie TV, 13 episodi (2005-2007)
- JAG - Avvocati in divisa (JAG) – serie TV, episodio 10x16 (2005)
- Una donna alla Casa Bianca (Commander in Chief) – serie TV, 2 episodi (2006)
- Deadwood – serie TV, episodio 3x03 (2006)
- The Unit – serie TV, episodio 1x03 (2006)
- Dragon Boys – serie TV, episodio 1x01 (2007)
- Grey's Anatomy – serie TV, episodio 5x10 (2008)
- The Beast – serie TV, episodio 1x05 (2009)
- Dirty Sexy Money – serie TV, episodio 2x13 (2009)
- Cold Case - Delitti irrisolti (Cold Case)– serie TV, episodio 7x08 (2009)
- Fringe – serie TV, episodio 2x09 (2009)
- Dollhouse – serie TV, episodio 2x10 (2009)
- NCIS: Los Angeles – serie TV, episodio 1x16 (2010)
- Lie To Me – serie TV, episodio 2x15 (2010)
- The Whole Truth – serie TV, episodio 1x05 (2011)
- Hawaii Five-0 – serie TV, episodio 1x14 (2011)
- Chaos – serie TV, episodio 1x04 (2011)
- True Justice – serie TV, 2 episodi (2011)
- Perception – serie TV, episodio 1x04 (2012)
- Vegas – serie TV, episodio 1x10 (2012)
- C'era una volta (Once Upon a Time) – serie TV, 3 episodi (2013-2016)
- Saving Hope – serie TV, episodio 2x05 (2013)
- Agents of S.H.I.E.L.D. – serie TV, episodio 1x05 (2013)
- 24: Live Another Day – serie TV, 3 episodi (2014)
- State of Affairs – serie TV, episodio 1x03 (2014)
- Satisfaction – serie TV, 9 episodi (2014-2015)
- Hell on Weels – serie TV, 6 episodi (2015)
- Man Seeking Woman – serie TV, episodio 2x09 (2016)
- Stitchers – serie TV, episodio 2x06 (2016)
- Angie Tribeca – serie TV, episodio 2x02 (2016)
- Veep - Vicepresidente Incompetente (Veep) – serie TV, 4 episodi (2016-2019)
- Elementary – serie TV, episodio 4x14 (2016)
- L'uomo nell'alto castello (The Man in the High Castle) – serie TV, 6 episodi (2016)
- Ransom – serie TV, episodio 1x08 (2017)
- The Catch – serie TV, episodio 2x02 (2017)
- Criminal Minds: Beyond Borders – serie TV, episodio 2x06 (2017)
- Madam Secretary – serie TV, episodio 4x01 (2017)
- The Resident – serie TV, episodio 1x10 (2018)
- Silicon Valley – serie TV, 3 episodi (2018)
- Wu Assassins – serie TV, 6 episodi (2020)
- Treadstone – serie TV, episodio 1x01 (2020)
- Bosch – serie TV, 2 episodi (2020)
- Kung Fu – serie TV, 13 episodi (2021)

### Doppiatore
- American Dad! – serie TV, 10 episodi (2007-2013)
- Sleeping Dogs – videogioco (2012)

## Doppiatori italiani
Nelle versioni in italiano delle opere in cui ha recitato, Tzi Ma è stato doppiato da:
- Antonio Sanna in Star Trek: The Next Generation, Grey's Anatomy, The Farewell - Una bugia buona, Mulan
- Ambrogio Colombo in Million Dollar Arm, Satisfaction, Kung Fu
- Paolo Maria Scalondro ne L'uomo nell'alto castello, The Catch, Bosch
- Saverio Indrio in Rush Hour - Due mine vaganti, Rush Hour - Missione Parigi
- Ennio Coltorti in Law & Order - I due volti della giustizia, Ladykillers
- Nino Prester in 24, 24: Live Another Day
- Vittorio De Angelis in Robocop 2
- Gianni Giuliano in Golden Gate
- Massimiliano Virgilii in Dante's Peak - La furia della montagna
- Gianni Williams in Millennium (ep. 2x17)
- Gioacchino Maniscalco in Millennium (ep. 3x18)
- Sergio Di Giulio in Jarod il camaleonte
- Gianluca Tusco in The Quiet American
- Stefano Oppedisano in Baby
- Antonio Palumbo in Battle in Seattle - Nessuno li può fermare
- Vladimiro Conti in Management - Un amore in fuga
- Manfredi Aliquò in Dirty Sexy Money
- Sergio Di Stefano in Cold Case - Delitti irrisolti
- Gabriele Martini in Fringe
- Michele Kalamera in A Good Man
- Giuliano Santi in NCIS: Los Angeles
- Angelo Maggi in Lie to Me
- Mino Caprio in Hawaii Five-0
- Enrico Pallini in Perception
- Giovanni Petrucci in C'era una volta
- Saverio Moriones in Agents of S.H.I.E.L.D.
- Haruhiko Yamanouchi in Arrival
- Luigi Ferraro in The Resident
- Oliviero Dinelli in Silicon Valley
- Stefano Mondini in Treadstone
- Gianluca Machelli in Believer 2
- Gerolamo Alchieri in Cinque appuntamenti al buio

Da doppiatore è sostituito da:
- Ambrogio Colombo in American Dad!